# Włodzimierz Dembiński
Włodzimierz Leon Dembiński (ur. 28 lutego 1889 w Nowym Siole, zm. 13 grudnia 1973 w Londynie) – polski prawnik, doktor praw, pułkownik artylerii Wojska Polskiego, w 1964 mianowany przez władze emigracyjne generałem brygady, dwukrotny kawaler Orderu Virtuti Militari.

## Życiorys
Syn Augusta Leona. Na Uniwersytecie Lwowskim ukończył studia prawnicze. W czasie I wojny światowej walczył w szeregach cesarsko-królewskiej Obrony Krajowej. 1 listopada 1917 został mianowany porucznikiem rezerwy artylerii. Jego oddziałem macierzystym był 143 pułk artylerii polowej.
Z dniem 1 listopada 1918 został przyjęty do Wojska Polskiego, w stopniu porucznika, i przydzielony do Dowództwa Stacji Zbornej i Uzupełnień Formacji Artyleryjskich WP w Krakowie. Następnie objął dowództwo nad sformowaną w Krakowie 4 baterią 11 pułku artylerii polowej, który 28 czerwca 1919 został włączony w skład 4 pułku artylerii polowej. Później dowodził dywizjonem 5 pułku artylerii polowej i w końcu dowódcą baterii zapasowej artylerii konnej. 9 września 1920 został zatwierdzony z dniem 1 kwietnia 1920 w stopniu kapitana, w artylerii, w grupie oficerów byłej armii austro-węgierskiej.
Na przełomie 1920 i 1921 ukończył kurs dowódców szwadronów w Grudziądzu. 12 marca 1921 został przeniesiony do Rezerwy armii. 27 kwietnia 1921, na własną prośbę, został powołany do służby czynnej.
3 maja 1922 został zweryfikowany w stopniu majora ze starszeństwem z dniem 1 czerwca 1919 roku i 104. lokatą w korpusie oficerów artylerii. W tym samym miesiącu objął dowództwo 7 dywizjonu artylerii konnej w Poznaniu. W marcu 1924 został wyznaczony na stanowisko dowódcy II dywizjonu 1 pułku artylerii górskiej w Nowym Sączu. W maju 1924 został przeniesiony do garnizonu Bydgoszcz, gdzie został organizatorem i pierwszym dowódcą 11 dywizjonu artylerii konnej. 12 kwietnia 1927 awansował do stopnia podpułkownika ze starszeństwem z dniem 1 stycznia 1927 roku i 16. lokatą w korpusie oficerów artylerii, a 21 grudnia 1932 awansował do stopnia pułkownika ze starszeństwem z dniem 1 stycznia 1933 roku i 2. lokatą w korpusie oficerów artylerii. W maju 1934, po dwunastu latach dowodzenia dywizjonem, został wyznaczony na stanowisko dowódcy 21 pułku artylerii lekkiej w Białej i w Oświęcimiu. W 1938 został dowódcą artylerii dywizyjnej 28 Dywizji Piechoty w Warszawie. Na tym stanowisku walczył w kampanii wrześniowej między innymi w obronie Modlina. Po kapitulacji załogi twierdzy dostał się do niewoli niemieckiej, z której zbiegł.

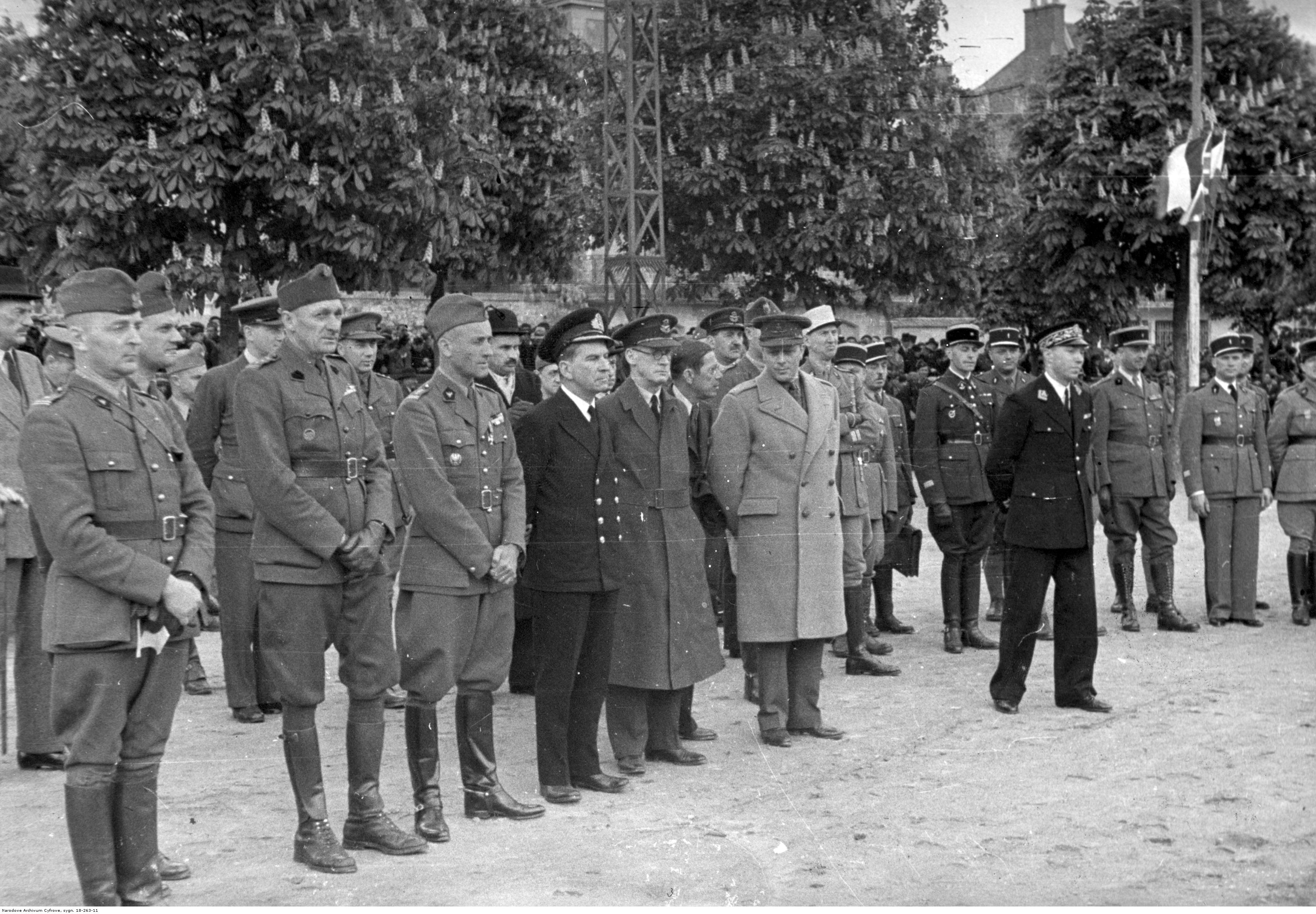
Wizyta brytyjskiej misji wojskowej w 2 Dywizji Strzelców Pieszych (1940). Płk. Włodzimierz Dembiński 2. z lewej

Następnie, przez Węgry, przedostał się do Francji. W styczniu 1940 został dowódcą artylerii dywizyjnej 2 Dywizji Strzelców Pieszych. Walczył w kampanii francuskiej, a następnie został internowany w Szwajcarii. Od marca 1945 pozostawał w dyspozycji dowódcy I Korpusu Polskiego. Po demobilizacji pozostał w Anglii.
Naczelny Wódz, generał broni Władysław Anders mianował go generałem brygady ze starszeństwem z dniem 1 stycznia 1964 w korpusie generałów. Zmarł 13 grudnia 1973 w Londynie. Pochowany na Streatham Park Cemetery.

## Ordery i odznaczenia
- Krzyż Złoty Orderu Wojennego Virtuti Militari nr 182[15]
- Krzyż Srebrny Orderu Wojskowego Virtuti Militari nr 5750 (10 sierpnia 1922)[16][17]
- Krzyż Oficerski Orderu Odrodzenia Polski (10 listopada 1938)
- Krzyż Kawalerski Orderu Odrodzenia Polski
- Krzyż Walecznych (trzykrotnie)
- Złoty Krzyż Zasługi (10 listopada 1928)[18]
- Brązowy Medal Zasługi Wojskowej z mieczami na wstążce Krzyża Zasługi Wojskowej (Austro-Węgry)[3]
- Srebrny Medal Waleczności 1 klasy (Austro-Węgry)[3]
- Srebrny Medal Waleczności 2 klasy (Austro-Węgry)[3]